# Isonomie
 (février 2021).
Si vous disposez d'ouvrages ou d'articles de référence ou si vous connaissez des sites web de qualité traitant du thème abordé ici, merci de compléter l'article en donnant les références utiles à sa vérifiabilité et en les liant à la section « Notes et références ».
L’isonomie (en grec ancien ἰσονομία, « règle d'égalité ») est l'égalité civique ou politique apparue lors de la marche d'Athènes vers la démocratie. Elle est au cœur de ce régime politique à venir. On l'interprète aujourd'hui souvent comme égalité de droit ou égalité devant la loi. Dans un sens philosophique, l'ἰσονομία est un concept appartenant à la philosophie épicurienne et remontant peut-être à Démocrite ; il définit, dans la théorie atomistique, un caractère des processus atomiques.
L'isonomie politique est l’œuvre essentielle de Clisthène qui la met en place par les réformes en 508 et 507 av. J.-C. Ces réformes consistent principalement à créer de nouvelles circonscriptions populaires et une assemblée, la boulè, dotée de pouvoirs qui d'abord contrebalancent, puis surmontent et remplacent, ceux des aristocrates.

## De nouvelles idées
Les réformes de Clisthène forment une charnière entre l’époque archaïque et l’époque classique. Clisthène est considéré comme le dernier législateur archaïque dans la tradition de Solon et de Dracon et comme le premier législateur de l’époque classique. Ses réformes sont préparées par Solon ainsi que par la tyrannie qui a pour conséquence une diminution du prestige des Eupatrides.

### L'impossible retour à l'oligarchie
En 510, c'est la fin de la tyrannie. Hippias, le dernier tyran d’Athènes, est chassé par un groupe d’aristocrates en exil mené par les Alcméonides, avec l’aide des Spartiates. Parmi ces aristocrates, on retrouve Clisthène l'Athénien. On essaye d’abord le retour à l’oligarchie qui entraîne des luttes pour le pouvoir. On voit alors la formation de factions. D’une part, il y a Isagoras, un aristocrate plutôt réactionnaire et d’autre part il y a Clisthène l'Athénien, progressiste.
Dans un premier temps, Isagoras l’emporte sur le plan politique en devenant archonte pour 508–507, mais il n’arrive pas à s’imposer. Il réveille alors un vieux démon d’Athènes, le procès des Alcméonides. En effet, Clisthène est le petit-fils d’un tyran, Clisthène (v.600-570), qui a conduit une réforme assez obscure des tribus, et appartient à la famille des Alcméonides. Le procès portait sur un événement survenu en 636-632 : Cylon tenta d’instaurer une tyrannie. Cependant, son plan tourna court et ses partisans se réfugient sur l’Acropole, où ils sont assiégés par les archontes. Quand ils descendent de l’Acropole, ils sont assassinés malgré les promesses de vies sauvées. Or, le principal responsable était Mégaclès, un ancêtre de Clisthène. Mais cela ne suffisant pas, Isagoras fait alors appel aux Spartiates et 700 familles sont chassées d’Athènes. Il essaye ensuite de dissoudre le Conseil mais celui-ci résiste. Cléomène et ses partisans prennent alors l’Acropole et les 700 familles dont celle de Clisthène sont rappelées. À ce moment, Clisthène n’est pas encore un magistrat, il est un nomothète (les nomothètes ne formeront une magistrature qu’au IVe siècle av. J.-C.).

### La souveraineté populaire
On assiste à un progrès de la souveraineté populaire qui s’est développée grâce à la tyrannie où l’égalité et la participation étaient impossibles. Hérodote nous parle d’un nouveau pouvoir, l’isêgoria (ἰσηγορία), l’égalité du droit de parole (aristocrates ou non, riches ou pauvres) à l’Ekklêsia. La politeia (πολιτεία) a été remise entre les mains du peuple par Clisthène. Clisthène restructure le corps civique par cette souveraineté qu’il veut faire durer à long terme. Il part de l’idée d’instaurer un régime plus égalitaire, l’isonomie, l’égalité de droits (de ἴσος / isos, « égal » et νόμος / nomos, « droit »). Mais ceci n’est pas encore la démocratie. Il faut cependant neutraliser le pouvoir aristocratique qui se manifeste surtout dans l’Aréopage et qui présente un obstacle à la participation de tous.

### La nécessité d'un conseil représentatif
L’Aréopage est constitué d’anciens archontes à vie, c’est un fief aristocratique. Il prépare les décisions soumises à l’assemblée et assure la permanence de l’État. Le Conseil des 400 établi par Solon n’arrive pas à contrebalancer le pouvoir de l’Aréopage. Un transfert des pouvoirs de l’Aréopage à l’Ekklêsia est également impossible et d’ailleurs non voulu : l’assemblée ne peut pas se réunir en quasi permanence. Il faut une chambre de réflexion restreinte faisant preuve de recul, et un autre conseil avec une composition incontestable, une légitimité populaire totale.
Il faut pour cela s’appuyer sur des subdivisions, les tribus sur base ethnique. À Athènes, il y a quatre tribus anciennes où le pouvoir aristocratique est considérable. Clisthène crée alors de nouvelles tribus sur base territoriale car les emprises aristocratiques sont très fortes par le biais des cultes locaux. Clisthène redistribue tout en essayant de faire éclater les noyaux aristocratiques.

## De nouvelles tribus

### Dèmes,trittyes,phylai
On pourrait traduire dèmes par cantons, trittyes par districts et phylai par tribu. Clisthène donne un rôle politique et militaire à dix nouvelles tribus bien que les quatre anciennes restent en place. L’Attique est divisé en trois grandes zones : astu (la ville) ; paralia (la côte) ; mésogeia, (l’intérieur). On assiste alors à un brassage de la population avec un nombre plus ou moins équivalent dans les trois zones. On constitue des tribus avec un tiers de chaque zone, les trittyes, ce qui fait trente districts au total, dix dans chaque zone. Pour composer ces trittyes, on s’appuie quand même sur des réalités, les dèmes qui existaient déjà (quartiers des villes). Au total, il y a une centaine de dèmes (139 au IVe siècle av. J.-C.). Dans chaque trittye, le nombre de dèmes est variable. Notre source principale pour cette répartition est la Constitution d'Athènes. On assiste donc au deuxième synœcisme athénien qui cette fois a des dimensions politiques.

### L'importance du dème
Les dèmes sont en quelque sorte les « briques » de la construction clisthénienne. On développe la vie locale pour s’affranchir mieux des emprises aristocratiques. Clisthène encourage un sentiment d’implication au niveau du dème par une initiation aux institutions. Le dème est une cité en miniature et peut servir d’école de citoyens.
On y trouve une assemblée locale (agora), un chef du dème, le démarque (demarchos). Chaque dème a ses cultes propres. Clisthène crée un contenu cultuel assez artificiel : chaque tribu a son héros éponyme ce qui est assez artificiel car les tribus sont discontinues. Ce culte est rendu sur l’agora. Néanmoins il n’y a pas de profondeur cultuelle. Dans la perspective clisthénienne, le culte est un moyen pour donner une réalité particulière à ces dèmes.
Au niveau des dèmes, on procède à une présélection des membres du nouveau Conseil, cinquante membres de chaque tribu. D’abord on élit des candidats, puis on procède à un tirage au sort au niveau du dème ce qui est radicalement nouveau. Cependant il faut souligner que les changements se font quand même en douceur.

### Le maintien des anciens cadres
Clisthène a une habileté exceptionnelle. Il laisse en place les structures anciennes telles que les phratries, mais leur enlève tout poids politique. Les quatre tribus anciennes deviennent les cadres culturels et les phratries n’ont qu’un rôle sociopolitique restreint. En ce qui concerne les clans aristocratiques, il faut que les membres s’adaptent individuellement aux nouvelles institutions.
Le culte des nouvelles tribus est une vitrine de la réalité politique.

## Un nouvel État

### LaBoulèdes Cinq-Cents et les prytanies bouleutiques
La décision de la création de ce conseil est prise en 508-507 mais elle n’est pas appliquée tout de suite. Chaque tribu fournit 50 membres pour la Boulè. Pour être membre, il faut avoir plus de trente ans. En ce qui concerne la procédure, il y a d’abord une élection au niveau des dèmes et puis on procède à un tirage au sort. Les Bouleutes siègent sur l’agora, au Bouleutérion mais on ne peut pas réunir la Boulè en continuité.
On installe alors un bureau permanent, c’est le système des prytanies bouleutiques. Chaque contingent des cinquante membres exerce la permanence pendant 1/10 de l’année. Chaque année on tire au sort l’ordre de la permanence. À la tête des prytanies se trouve un épistate qui change toutes les 24 heures. Les prérogatives de ces prytanies sont multiples :
- préparation des réunions de la Boulè ;
- préparation des réunions de l’assemblée (fonction dite probouleumatique) ;
- gestion des affaires courantes ;
- aide et surveillance des magistrats.

Assez vite, cette prytanie va l’emporter sur les magistrats et même sur les archontes, surtout à partir de 487-486 par la modification fondamentale de l’élection des archontes. On procède alors à un tirage au sort : sur 500 citoyens désignés au niveau des dèmes et qui appartiennent aux deux premières classes censitaires, on tire dix personnes au sort, ce qui conduit à une perte considérable du prestige des archontes. Dès lors, l’épistate des prytanes préside l’assemblée.
Les bureaux sont un contingent de citoyens représentatifs au sommet de l’État. Par ce pouvoir collégial, on élimine tout risque d’un pouvoir personnel. La permanence d’1/10e de l’année fournit une garantie supplémentaire.

### Le système décimal
Il y a dix tribus et les prytanes siègent pour 1/10e de l’année. Ce système est en effet malcommode car l’année a quand même douze mois. Les prytanies ne correspondent donc pas avec les mois. Pour Clisthène, c’est un choix. D’abord il ne voulait pas douze tribus. En plus, il ne veut pas suivre le calendrier parce que c’est un calendrier ancien, aristocratique, sous la haute main de l’archonte-roi. Néanmoins on ne peut pas supprimer ce qui est vénérable car ce calendrier rythme la vie quotidienne (fêtes religieuses…). Clisthène simplement ajoute son nouveau calendrier. On a donc un calendrier rituel et un calendrier politique qui rythme les affaires politiques. Il y a ~ une réunion de l’assemblée par prytanie. Ce nombre a tendance à augmenter : à l’époque d’Aristote, on a ~40 réunions par année. Clisthène crée donc un nouvel espace légal et un nouveau temps légal. Le choix du système décimal s’explique d’une part par le rejet du système duodécimal aristocratique, même si on le laisse en place. D’autre part, on constate l’influence des Pythagoriciens pour lesquels 10 est un nombre parfait.
Le système est généralisé dans la plupart des institutions. On passe de 9 à 10 archontes par l’ajout d’un secrétaire appelé grammateus qui n’a pas le même rang que les autres, c’est le secrétaire des thesmothètes. En ce qui concerne le domaine militaire, l’armée est constituée sur base des 10 nouvelles tribus. Athènes dispose de 10 régiments (taxeis) avec à la tête un taxiarque, élu à la tribu correspondante. L’armée est commandée par 10 stratèges qui sont nommés pour la première fois en 501-500.

### Mesures appliquées après 508-507

#### Les stratèges
Les premiers stratèges apparaissent sept ans après les réformes. La stratégie n'est pas un titre nouveau. Avant Clisthène, on comptait quatre stratèges, dont le mode de désignation est inconnu ; chaque stratège commandait le régiment de sa tribu. Le passage de 4 à 10 stratèges est attribué à Clisthène. Les stratèges sont maintenant désignés par une élection (un par tribu). Chaque stratège a autorité sur toute l’armée d’Athènes : les dix stratèges dirigent collégialement l’armée. Pour accéder à cette fonction, existe une barrière : l’argent. Il faut être membre de la première classe censitaire pour être stratège : cette magistrature est nettement plus étroite que l’archontat (1re et 2e classes censitaires). Le mandat est d’un an mais un citoyen peut être plusieurs fois réélu (ainsi Périclès est-il stratège de 443 à 431). L’élection directe comme le renouvellement illimité feront de cette magistrature la plus importante de la cité, ce que les troubles extérieurs renforceront encore, d'autant que les archontes sont tirés au sort. Les stratèges furent soumis à l’archonte polémarque jusqu’à la bataille de Marathon ; mais après 487-486, il n’y eut plus de chef des stratèges.

#### Le serment bouleutique
En 501-500 on voit apparaître le serment bouleutique. Ce n’est pas une disposition fondamentale mais la date à laquelle elle est prise est révélatrice. C’est donc le serment prêté par les bouleutes. On insiste sur la protection des intérêts du démos tout à fait en accord avec les idées de Clisthène. Le serment n’a pas pu apparaître plus tôt car le Conseil n’existait pas.
Ces deux innovations sont tout à fait dans la ligne des idées de Clisthène mais il a fallu du temps pour appliquer les réformes. On pense que les tribus sont constituées en 502-501 puisque la première réunion du nouveau Conseil date de 501-500.

#### L'ostracisme
L’ostracisme est au départ une invention athénienne qui connaîtra des imitations postérieures dans les autres cités. Clisthène voulait probablement la mesure mais il n’avait pas besoin de l’appliquer tout de suite. L’assemblée décide s’il existe un risque d’instauration d’un pouvoir personnel. Cette question est posée au début de la 6e prytanie (milieu de l’année athénienne, vers le mois de janvier). Si l’assemblée est d’accord, on vote lors de la 7e ou 8e ( ?) prytanie. C’est un vote très spécial appelé l’ostrakaphorie (d'ὄστρακον / ostrakon, « le tesson », et de la racine φόρ, de φέρω / pherô, « apporter »). On vote sur l’agora et chacun des présents va déposer dans une urne son tesson avec un nom d’une personne jugée dangereuse qu’il faut exclure de l’activité politique. Il faut un minimum de votants (quorum) de 6 000 sinon le vote n’est pas valable. On vote par majorité simple. La personne est alors exclue de la cité pour 10 ans, suspendue de ses droits civiques. Il n’y a cependant pas de jugement et pas de condamnation. L’ostracisme repose sur un système ancien, l’atimie, la privation d’honneur. Il ne concerne que les hommes, non la famille, et il n’y a pas confiscation de biens. L’ostracisé peut revenir au bout de dix ans mais il peut aussi être rappelé plus tôt.
La première application de cette procédure date de 488-487. Cette mesure va très vite être récupérée par les aristocrates qui s'organisent en factions : on persuade sa clientèle de voter contre un ennemi. Le vote devient alors un règlement de comptes entre aristocrates. On peut noter l’affaire d’Hyperbolos (418 ou 412) : les deux hommes politiques les plus influents, Nicias et Alcibiade, s’opposaient ; pour éviter la paralysie du pouvoir, Hyperbolos proposa d'ostraciser l’un des deux. Mais les deux stratèges s'entendirent pour l’éviter et ce fut Hyperbolos qui se trouva ostracisé. À la fin du Ve siècle av. J.-C., la pratique de l'ostracisme fut complètement détournée.

## Conclusion
Il y a des progrès réalisés mais également une certaine continuité. L’isonomie est la première base de la démocratie. Il n’y a pas de révolution et les aristocrates restent au commandement de la cité. Ils s’accommodent au système. Il n’y a pas de pouvoir du point de vue des classes sociales mais à titre individuel. Cependant, par le renouvellement, le clientélisme des aristocrates est difficile à réaliser. La Boulè est l’exercice de la souveraineté populaire. Cependant, on laisse les magistratures aux aristocrates. On maintient les quatre classes censitaires. En plus, la charge n’est pas rémunérée, il faut donc disposer de ressources personnelles. Un atout pour les aristocrates est aussi leur culture de l’oisiveté, il s’agit donc d’une question de disponibilité. En plus, tout le monde n’a pas forcément envie d’exercer une magistrature alors que les aristocrates, par leur éducation, sont conditionnés à cela. Cette culture de l’agôn (affrontement) peut plus tard être acquise par les gens enrichis, grâce aux sophistes. Les aristocrates ne sont en effet pas des adversaires de l’isonomie.
C’est un régime qui convient à tout le monde et qui est renforcé par les difficultés à l’extérieur.
En 506, Isagoras voulait se réinstaller à Athènes avec l’aide des Spartiates et ses alliés (Hérodote parle d’une « conspiration oligarchique ») mais Sparte et ses alliés se disputent entre eux car les Corinthiens ne veulent pas attaquer Athènes. Athènes a donc de la chance et l’armée péloponnésienne se retire. On attribue cette victoire à l’excellence du régime isonomique par rapport aux régimes oligarchiques qui sont les perdants.